# Durrenentzen
Durrenentzen (Duits: Dürrenenzen) is een gemeente in het Franse departement Haut-Rhin (regio Grand Est) en en telde op 1 januari 2022 1.059 inwoners.

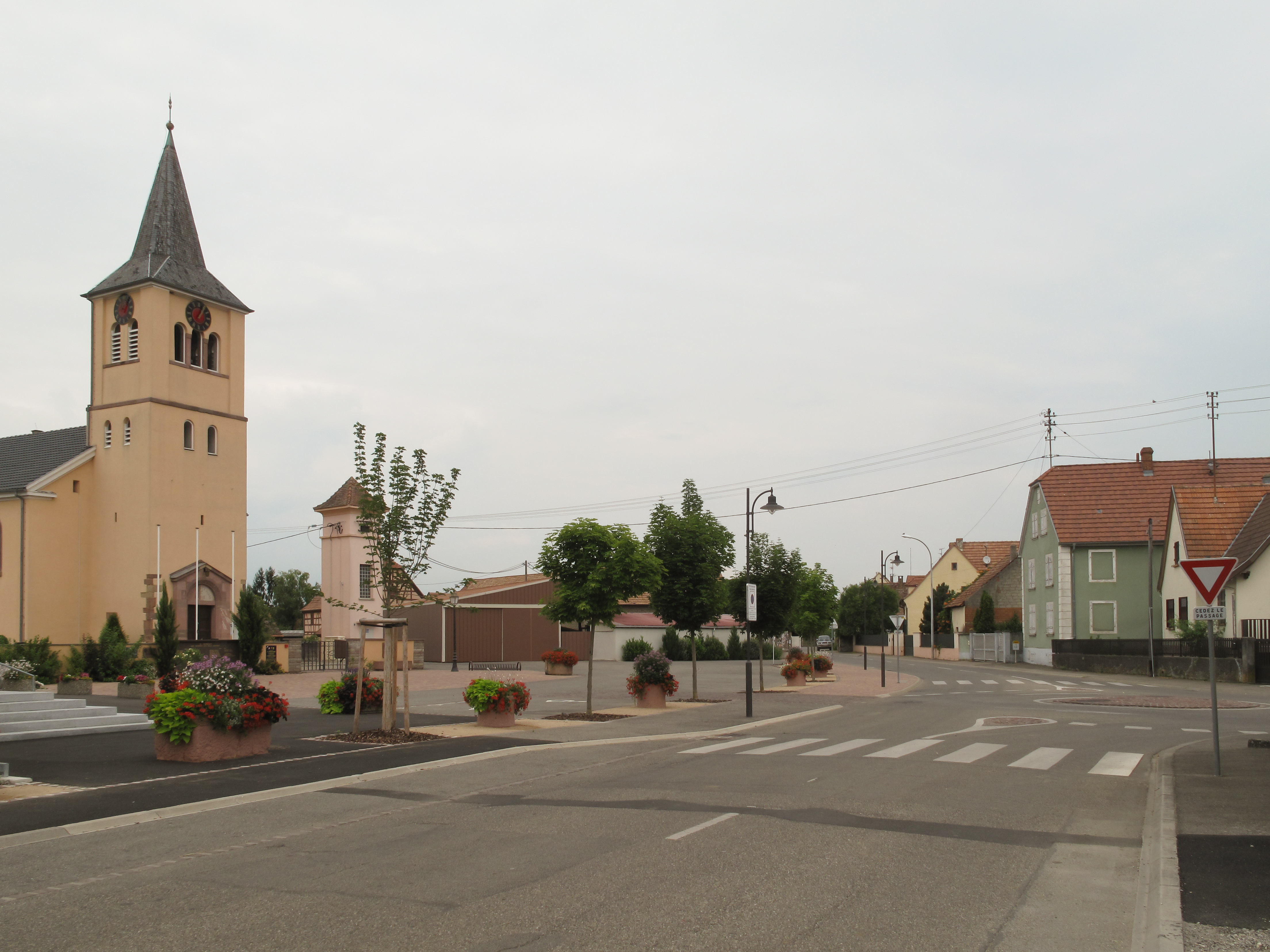
Durrenentzen, kerk Saint-Blaise in straatzicht

## Geschiedenis
Durrenentzen maakte deel uit van het arrondissement Colmar tot dit op op 1 januari 2015 fuseerde met het arrondissement Ribeauvillé tot het arrondissement Colmar-Ribeauvillé. De gemeente maakte deel uit van het kanton Andolsheim tot dit op 22 maart 2015 werd opgeheven en Durrenentzen werd opgenomen in het kanton Ensisheim.

## Geografie
De oppervlakte van Durrenentzen bedroeg op 1 januari 2022 6,22 vierkante kilometer; de bevolkingsdichtheid was toen 170,3 inwoners per km².

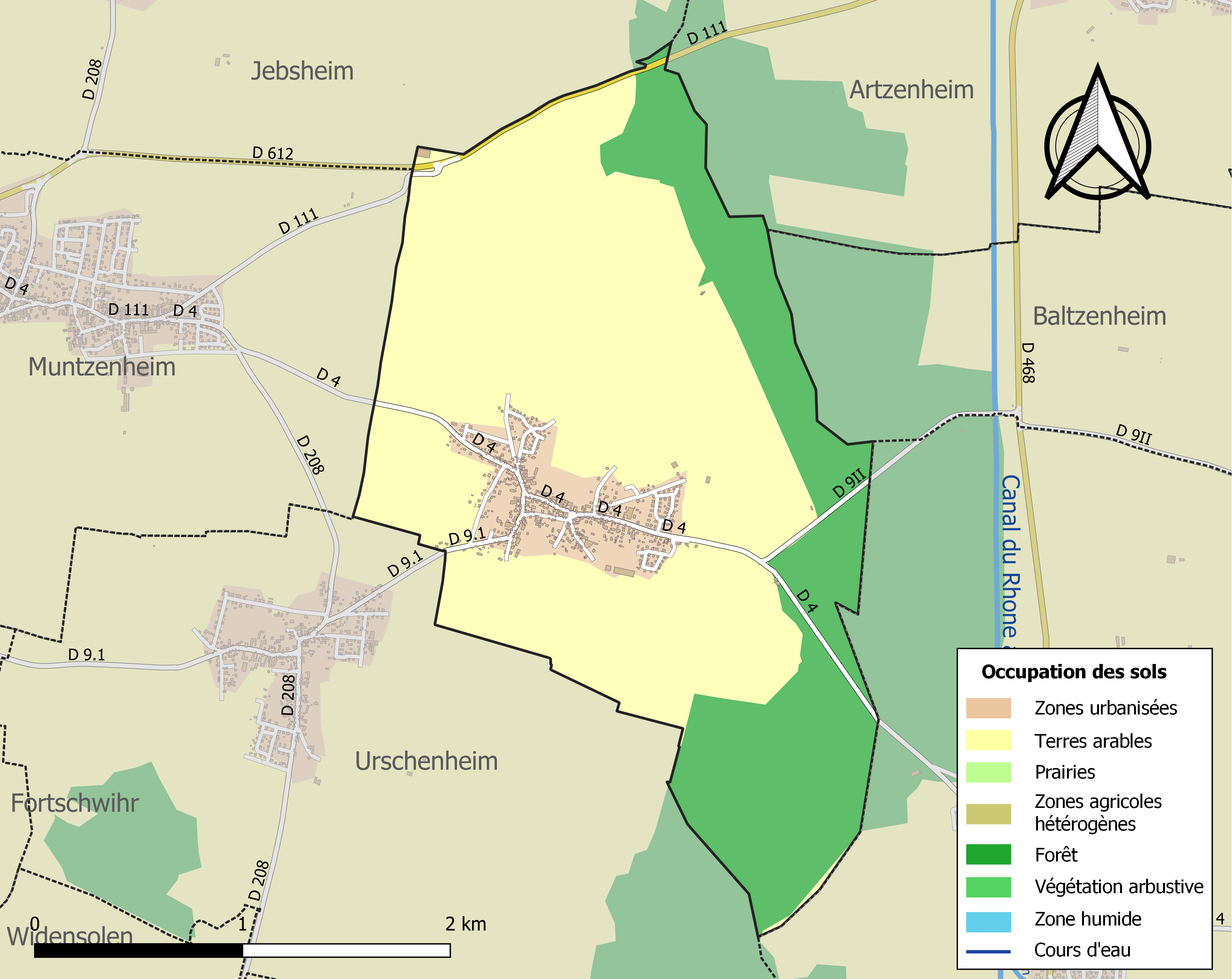
Kaart van de gemeente met de belangrijkste infrastructuur, bodemgebruik en omliggende gemeenten

## Demografie
Onderstaande figuur toont het verloop van het inwonertal (bron: INSEE-tellingen).